# Jerzy Owłuczyński
Jerzy Owłuczyński (Owłoczymski) herbu Suchekomnaty – sędzia ziemski włodzimierski w latach 1616–1618, pisarz ziemski włodzimierski w latach 1594–1616.
Deputat na Trybunał Główny Koronny z województwa wołyńskiego w 1608, 1615 roku.
Był wyznania greckokatolickiego.